# Glasnyckeln
Glasnyckeln är ett pris som delas ut varje år för bästa kriminalroman eller -novellsamling. Det utdelas av Skandinaviska Kriminalsällskapet för en bok av en dansk, finländsk, isländsk, norsk eller svensk författare. Priset, som har fått sitt namn efter Dashiell Hammetts kriminalklassiker med samma namn, består förutom av äran och medieuppmärksamheten av en nyckel av glas, tillverkad i Småland.
Priset delas ut vid Bok- & Biblioteksmässans inslag "Deckarens dag". En jury i respektive land nominerar en nationell kandidat och därefter utser samtliga juryerna vem av de nominerade som får priset.
År 2003 blev Arnaldur Indriðason den förste som vann Glasnyckeln för andra gången. År 2008 blev Stieg Larsson den förste som tilldelades priset postumt för andra gången.

## Pristagare
| Årtal | Författare            | Verk                                                               |
| ----- | --------------------- | ------------------------------------------------------------------ |
| 1992  | Henning Mankell       | Mördare utan ansikte                                               |
| 1993  | Peter Høeg            | Frøken Smillas fornemmelse for sne (Fröken Smillas känsla för snö) |
| 1994  | Kim Småge             | Sub Rosa                                                           |
| 1995  | Erik Otto Larsen      | Masken i spejlet (Masken i spegeln)                                |
| 1996  | Fredrik Skagen        | Nattsug                                                            |
| 1997  | Karin Fossum          | Se deg ikke tilbake! (Se dig inte om!)                             |
| 1998  | Jo Nesbø              | Flaggermusmannen (Fladdermusmannen)                                |
| 1999  | Leif Davidsen         | Limes billede (Paparazzons heder)                                  |
| 2000  | Håkan Nesser          | Carambole                                                          |
| 2001  | Karin Alvtegen        | Saknad                                                             |
| 2002  | Arnaldur Indriðason   | Mýrin (Glasbruket)                                                 |
| 2003  | Arnaldur Indriðason   | Grafarþögn (Kvinna i grönt)                                        |
| 2004  | Kurt Aust             | Hjemsøkt                                                           |
| 2005  | Roslund & Hellström   | Odjuret                                                            |
| 2006  | Stieg Larsson         | Män som hatar kvinnor                                              |
| 2007  | Matti Rönkä           | Ystävät kaukana (Långt från vänner)                                |
| 2008  | Stieg Larsson         | Luftslottet som sprängdes                                          |
| 2009  | Johan Theorin         | Nattfåk                                                            |
| 2010  | Jussi Adler-Olsen     | Flaskepost fra P (Flaskpost från P)                                |
| 2011  | Leif G.W. Persson     | Den döende detektiven                                              |
| 2012  | Erik Valeur           | Det syvende barn (Det sjunde barnet)                               |
| 2013  | Jørn Lier Horst       | Jakthundene                                                        |
| 2014  | Gard Sveen            | Den siste pilegrimen                                               |
| 2015  | Thomas Rydahl         | Eremiten                                                           |
| 2016  | Ane Riel              | Harpiks                                                            |
| 2017  | Malin Persson Giolito | Störst av allt                                                     |
| 2018  | Camilla Grebe         | Husdjuret                                                          |
| 2019  | Stina Jackson         | Silvervägen                                                        |
| 2020  | Camilla Grebe         | Skuggjägaren                                                       |
| 2021  | Tove Alsterdal        | Rotvälta                                                           |
| 2022  | Morten Hesseldahl     | Mørket under isen                                                  |
| 2023  | Max Seeck             | Kauna                                                              |
| 2024  | Christoffer Carlsson  | Levande och döda                                                   |
| 2025  | Eva Fretheim          | Fuglekongen                                                        |